# Thassy Jenő
Miskei és monostori Thassy Jenő, Eugène de Thassy (Budapest, 1920. május 19. – Croton, New York, 2008. április 12.) magyar író, katonatiszt, a második világháború idején az ellenállási mozgalom tagja, a Szabad Európa Rádió, majd az Amerika Hangja rádió munkatársa.

## Élete
A római katolikus nemesi miskei és monostori Thassy családban született. Édesapját, idősebb miskei és monostori Thassy Jenőt (1886–1919), Drávatamásiban levő kúriájában 1919. november 9-én szerb katonák megölték. Anyja pallini Inkey Ladiszlája (1889–1968), az ősrégi római katolikus előkelő zalai nemesi pallini Inkey családnak a sarja volt. Az apai nagyszülei miskei és monostori Thassy Elemér (1861–1917) és nemes Kammerer Anna (1868–1887) voltak. Az anyai nagyszülei pallini Inkey László (1861–1952), és gróf zicsi és vázsonykői Zichy Irén (1859–1891) csillagkeresztes hölgy voltak.  Inkey Lászlóné gróf Zichy Irénnek a szülei gróf zicsi és vázsonykői Zichy Ottó  (1815–1880), 1848-as honvédezredes, földbirtokos és gróf körösszeghi és adorjáni Csáky Gabriella (1831–1907) voltak. Inkey Lászlónak a szülei pallini Inkey Zsigmond (1818–1886) Somogy vármegyei földbirtokos, és gróf németújvári Batthyány Antónia (1827–1902) voltak. Thassy Jenőnek az apai nagyapai dédszülei Thassy Gyula (1829-1903) postamester és báró szentmiklósi és óvári Pongrácz Klára (1837-1917) voltak.
A jezsuitáknál tanult, majd 1939 és 1941 között a Ludovika Akadémia növendéke volt. A második világháború alatt előbb Kassán szolgált, majd 1943-ban Nagy Jenő ezredes szárnysegédje lett. Kapcsolatban állt a katonai ellenállási mozgalommal, annak Sólyom László vezette szárnyának tagja, üldözöttek, zsidók megmentője, szabotázsakciók résztvevője volt. Bajtársával, Görgey Guidóval együtt segített Szerb Antal írónak is, aki azonban nem hagyta ott a barátait (például Halász Gábort és Sárközi Györgyöt). A társaival angol, francia és amerikai katonákat bújtattak.
A háború után közreműködött az új, demokratikus rendőrség megszervezésében. 1945-ben a Magyar Államrendőrségi Budapesti Főkapitányságának sajtófőnöke lett, majd a Vidéki Főkapitányságra került. Péter Gábor és Kádár János mellett dolgozott. Származása és katonai múltja miatt nem sok jóra számíthatott, a barátai közül többeket letartóztattak. A beosztottai is figyelmeztették, mint megbízhatatlant, megfigyelés alatt tartották.
1946. december 6-án a háború alatt szerzett súlyos betegségére hivatkozva gyógykezelés céljából elhagyta Magyarországot és Párizsba utazott, ahonnan már nem tért vissza. A francia fővárosban több regényt írt, munkatársa lett a La Revue de Paris, a La Revue des Deux Mondes, a Le Spectacle Monde és a Les Valeurs Actuelles című folyóiratoknak és magazinoknak. Ezek részére az után is dolgozott, hogy közel öt év múlva az Amerikai Egyesült Államokban telepedett le. 1951 augusztusától 1973-ig Miskei Endre rádiós álnéven a Szabad Európa Rádió New York-i szerkesztőségének belső, 1973 és 1976 között külső munkatársa volt. 1976 augusztusában az Amerika Hangja washingtoni szerkesztőségébe került, 1977-től annak New York-i tudósítója volt.
A rendszerváltáskor Varga Béla, korábbi parlamenti elnök kíséretében érkezett Budapestre.
1997-ben a Veszélyes vidék című regényéből Markovits Ferenc rendezésében, Avar István közreműködésével 10 részes rádiójáték készült.
2008. április 12-én halt meg Crotonban (New York).

## Főbb művei
- Eugène de Thassy: Des amoureux romantiques; Fayard (Les oeuvres libres; Nouv. sér., no 56), Paris, 1951
- Eugène de Thassy: Le grand fleuve sauvage; Fayard (Les oeuvres libres; Nouv. sér., no 88), Paris, 1953
- Eugène de Thassy: Mon beau Danube perdu; Arthème Fayard, , Paris, 1953
- Eugène de Thassy: Un voyage en Sardaigne; Fayard (Les oeuvres libres; Nouv. sér., no 147), Paris, 1958
- Twelve Dead Geese; McKay Co., New York, 1961
- Veszélyes vidék; sajtó alá rend. Barkóczi András; Pesti Szalon, Bp., 1996[6]
- Veszélyes vidék; sajtó alá rend. Barkóczi András; 2. jav. kiad.; Pesti Szalon, Bp., 1997
- Hátraarc; Balassi, Bp., 1999[6]
- A botcsinálta amerikai; Balassi, Bp., 2000
- Egyetlen otthonom; Balassi, Bp., 2002
- Posztumusz interjú. Válogatás Thassy Jenő hangarchívumából. Márai Sándor, Varga Béla, Eckhardt Tibor, Dessewffy Gyula, Wiegner Jenő; szerk. Mayer Zsuzsa; Balassi, Bp., 2004 + CD ROM
- Veszélyes vidék; 3. jav., átdolg. kiad.; Balassi, Bp., 2006
- Risky region. Memoirs of a Hungarian righteous gentile (Veszélyes vidék); angolra ford. Ann Major; Social Science Monographs–Center for Hungarian Studies and Publications–Columbia University Press, Boulder–Wayne–New York, 2012 (CHSP Hungarian studies series; East European monographs)

## Díjai
- Világ Igaza Jad Vasem-díj (1993)[7][8]